# Oxalis melindae
Oxalis melindae är en harsyreväxtart som beskrevs av A. Lourteig. Oxalis melindae ingår i släktet oxalisar, och familjen harsyreväxter. Inga underarter finns listade i Catalogue of Life.